# Arbitrage (handel)
Arbitrage in economische zin is het profiteren van de prijsverschillen tussen verschillende aan elkaar gerelateerde effecten. Door het combineren van een aantal transacties kan men profiteren van een onevenwichtigheid op verschillende markten. Dit houdt in dat men in geen enkel scenario een verlies op kan lopen, terwijl men wel kans heeft op winst in sommige scenario's. Men spreekt ook wel van risico-vrije winst. De term arbitrage heeft voornamelijk betrekking op financiële instrumenten zoals opties, aandelen, obligaties, valuta's en commodities. Een handelaar die profiteert van prijsverschillen heet een arbitrageant.
De mogelijkheid tot risico-vrije winst kan slechts tijdelijk ontstaan. Doordat er geen risico verbonden is aan arbitrage zullen de arbitrageanten net zo lang profiteren van de prijsverschillen totdat deze verdwenen is. Daardoor dragen zij bij aan het tot stand komen van het evenwicht van efficiënte markten waarbij geen mogelijkheden zijn tot arbitrage. Arbitrage is verwant aan speculatie.

## Voorwaarden voor arbitrage
Als aan een van de onderstaande drie stellingen voldaan wordt dan is er een mogelijkheid tot arbitrage:
- Eén effect (zoals een aandeel of een obligatie) handelt niet op dezelfde prijs op verschillende markten.
- Verschillende activa met dezelfde cashflows worden op verschillende prijzen gewaardeerd.
- Een effect waarvan de prijs in de toekomst vaststaat, wordt voor een andere prijs verhandeld dan de toekomstige prijs gecorrigeerd met rente

## Voorbeelden van arbitrage

### Aandelen
Als hetzelfde aandeel op verschillende beurzen op andere prijzen handelt dan kan men de laag geprijsde kopen en tegelijkertijd short gaan in de hoger geprijsde aandelen. Deze simpele vorm van arbitrage vindt vooral plaats door automatische handel middels computersystemen. Noodzakelijk is dat de arbitrageanten rekening houden met de mogelijkheden en de kosten van het short gaan. Ideaal is het als de long en short posities omgewisseld kunnen worden.
- Specifiek voorbeeld: het aandeel Nokia handelt zowel op de beurs in Helsinki als in Frankfurt am Main. Op de Finse beurs wordt 20,10 geboden, en op de Duitse beurs wordt er 20,05 aangeboden. Het snelste computersysteem zal onmiddellijk de aandelen in Duitsland kopen en in Finland verkopen.

### Valuta
Arbitrage kan ook plaatsvinden met wisselkoersen van verschillende valuta. Stel dat in Londen de wisselkoersen zijn £5 = $10 = ¥1000, en in Japan zijn de koersen ¥1000 = £6 = $12. In Japan zal men dan ¥1000 willen wisselen in $12, en dat in Londen weer omruilen in ¥1200. Dat levert een winst op van ¥200. Dit soort eenvoudige arbitrage zal in de praktijk nauwelijks voorkomen, maar bij ingewikkeldere constructies is het gebruikelijker.

### Converteerbare obligaties
Een converteerbare obligatie kan door de houder worden omgezet in (een of meer) aandelen. Daarom is deze vergelijkbaar met een obligatie gecombineerd met een calloptie. De waarde van zo'n converteerbare obligatie is daarom gelijk te stellen aan de prijs van een standaard obligatie in combinatie met een vergelijkbare los verhandelbare optie. Als de converteerbare obligatie te goedkoop geprijsd is, dan zal de professionele handel deze kopen, om vervolgens short te gaan in de losse obligatie en de calloptie.

### Goederen
Soms handelen grondstoffen op verschillende locaties tegen verschillende prijzen. Men kan de goederen op de ene locatie kopen en transporteren naar de plek waar het duurder is. De kosten van transport en fysieke opslag worden (uiteraard) doorberekend.

## Risico's van klassieke arbitrage
De normale arbitragehandel kent door de efficiënte prijsvorming slechts zeer kleine marges. Om toch van prijsverschillen te profiteren (in combinatie met lage transactiekosten) worden de constructies dikwijls met grote hoeveelheden opgezet. Dat heeft tot gevolg dat áls er iets mis loopt de gevolgen desastreus kunnen zijn.
- In stressvolle scenario's, zoals een naderend bankroet van een onderneming of nationalisatie van een systeembank, kan de relatie tussen verschillende effecten anders uitpakken dan was ingeschat. (Geeft een put-optie op het aandeel SNS voldoende compensatie voor het afwaarderen van de aandelen op nul na nationalisatie van SNS Reaal?)
- "The market can remain irrational longer than you can remain solvent" verkondigde John Maynard Keynes al. Een Amsterdamse partij zette in 1998 een arbitragepositie op in aandelen AkzoNobel tegen de houdstermaatschappij van Akzo aandelen, Arnhemsche. Doordat de prijsverschillen aanvankelijk alleen maar groter werden liep het papieren verlies van het bedrijf zo hoog op dat het failliet ging[1].
- Klassieke arbitrage geschiedt door gelijktijdig transacties te verrichten. In de praktijk is het onmogelijk om meerdere transacties op exact hetzelfde moment uit te voeren. Als bijvoorbeeld één onderdeel van de arbitrageaffaire in een fractie van een seconde misloopt, dan kan men een riskante positie overhouden. Het terugdraaien van de andere transactie kost geld, het verlies is tweemaal de transactiekosten plus (ten minste) de bid-ask spread.
- Het kan gebeuren dat tijdens de handelsdag de transacties in een fonds door de beurs worden teruggedraaid. Wederom kan de arbitrageant dan een riskante positie overhouden.
- Een computerstoring op de beurs kan ook roet in het eten gooien.